# Тайдут (станція)
Тайдут (рос. Тайдут) — станція Читинського регіону Забайкальської залізниці Росії, розташована на дільниці Заудинський — Каримська між станціями Харагун (відстань — 20 км) і Загаріно (20 км). Відстань до ст. Заудинський — 364 км, до ст. Каримська — 281 км.